# Nagy farizom

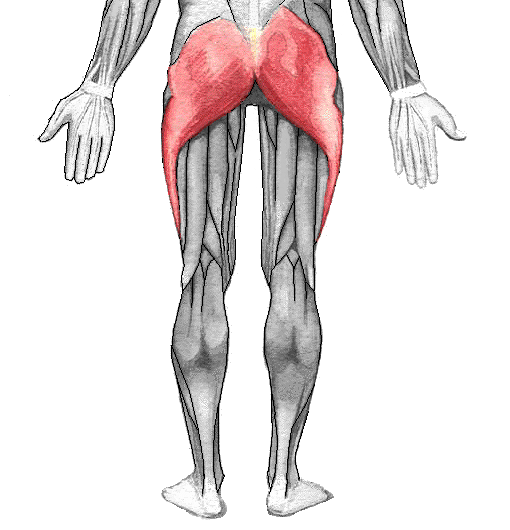
A nagy farizom pirossal jelölve

A nagy farizom vagy gluteus maximus (latinul: musculus glutaeus maximus) a legnagyobb mérettel és súllyal rendelkező izom a testben, ami a fenéktáj legfőbb részét teszi ki. A többi farizommal együtt a csípő hátsó részén található. Ez a csípő legnagyobb izma, a teljes keresztmetszet területének 16%-át teszi ki. Nagy mérete lehetővé teszi, hogy nagy erőt tudjon generálni.

## Eredés, tapadás
Az izom számos ponton ered, beleértve a keresztcsont-csípőcsont hátsó szalagrendszerét, a széles ágyéki pólyát (fascia thoracolumbalis) és a keresztcsont-ülőgumó szalagkészülékét (ligamentum sacrotuberale). A felső izomrostok a csípő-combcsonti szalagba (tractus iliotibialis) sugároznak, míg az alsó izomrostok a combcsonti dudoron (tuberositas glutea) erednek. Az alsó és felső rostok eltérő tapadási pontokon erednek, melynek következtében kissé eltérő feladatokat látnak el.

## Beidegzés, vérellátás
A nagy farizmot az alsó farideg (nervus gluteus inferior) vezérli. Vérellátását két artéria, az alsó (arteria glutaea inferior) és felső farverőér (arteria glutaea superior) biztosítja.

## Működés
Létfontosságú szerepet játszik a medence helyes pozícionálásában, kiegészítve a hasizmok munkáját. A mozgásrendszer szempontjából alsó háti rész fő hajlító izma, és a guggolások és hajlítások közben lassító feladatot végez. Főként a test egyenesen tartásakor erőteljes, például lépcsőn járásnál vagy emelkedőkön való közlekedésnél.  A nagy farizom alsó izomrostjai felelősek a csípő hajlításáért és túlhajlításáért (extenzió és hiperextenzió), valamint a combcsont kifelé történő forgatásáért.

## Probléma
Könnyen veszít az erejéből, ha nem fektetünk hangsúlyt a tudatos megerősítésére. Amikor ez az izom gyenge, a medence elcsúszhat, a has kitüremkedhet, és a fenék hátrafelé tolódhat, ami a "kacsatartás" jelenséghez vezet. Azok, akik kevés lépcsőt járnak vagy nem aktívak, a nagy farizmuk ellaposodik. Az inaktivitás és a csípőízületi betegségek miatt kialakult izomgyengeség gyakori probléma lehet, ami súlyos következményekkel járhat. Ha az izom nem megfelelően működik, például atrófia vagy sérülés miatt, a test súlypontja hátra kerülhet, így a test egyensúlya felborulhat. Ez az izom ritkán sérül, de túlzott sporttevékenység után izomláz alakulhat ki. Ha az izom bénul, a lépcsőzés és a futás nagyon nehézzé válik, de a mozgást nem gátolja, mivel más izmok is képesek a csípőt hajlítani.